# This Is Me
This Is Me е поп песен, написана от Mich Hansen, Jonas Jeberg, Paul Barry и Шазни Люис (бивш член на Ол Сейнтс) за германското поп трио Монроуз. Песента е част от четвъртия и последен студиен албум на групата Ladylike. Съпродуценти на песента са Pete Kirtley, Christian Buettner и Marcello Pagin, като се очаква тя да бъде издадена като първия сингъл от албума на 27 август 2010 година.